# Desmond MacCarthy

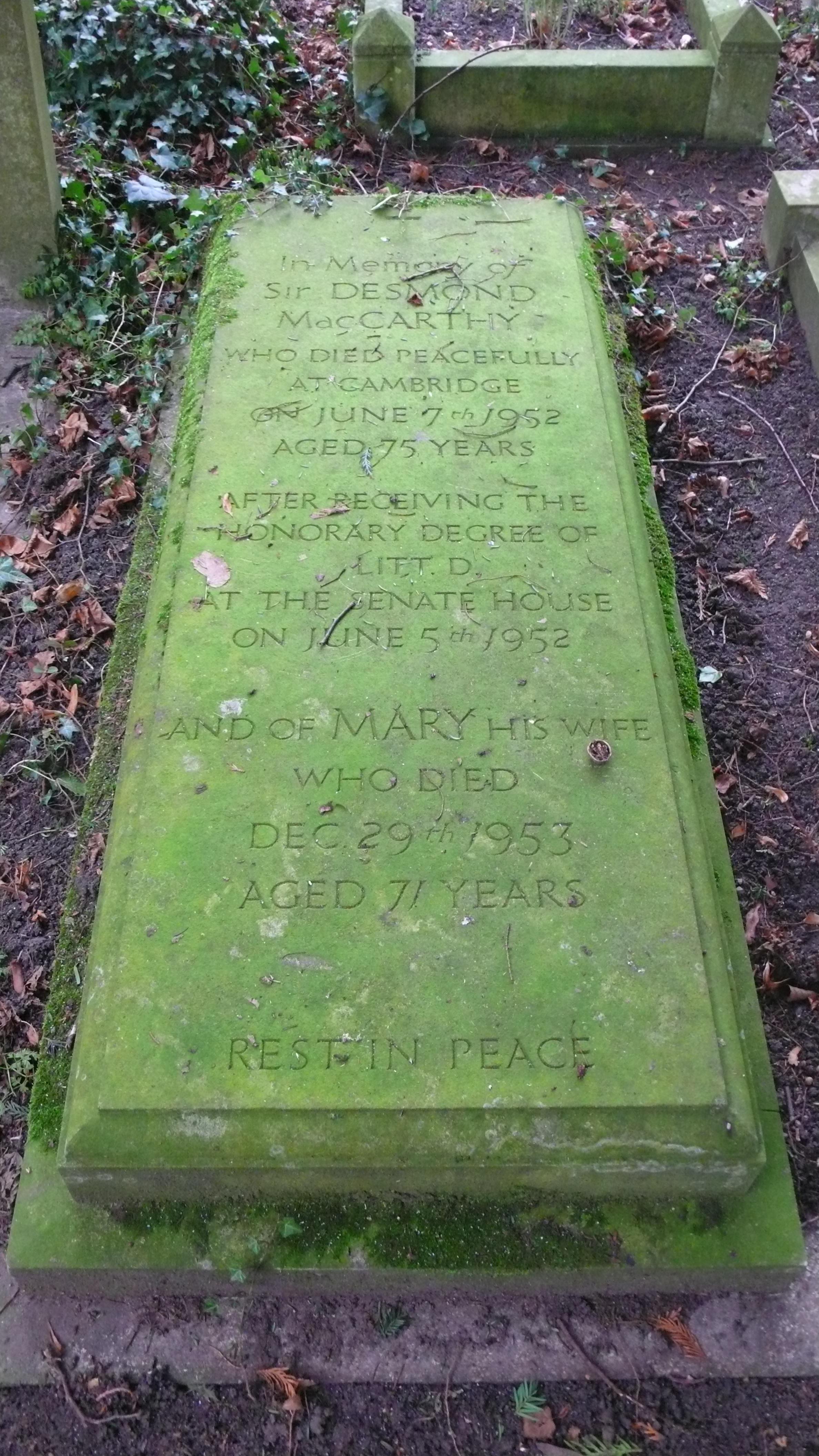
Graf van Desmond en Mary MacCarthy

Sir Charles Otto Desmond MacCarthy (Plymouth, Devon, 1877 - 1952) was een Engels literair criticus. Hij trouwde met de schrijfster Molly Warre-Cornish en behoorde, samen met haar, tot de kring intellectuelen die deel uitmaakten van of deelnamen aan de bijeenkomsten van de Bloomsburygroep, waartoe ook onder andere Virginia Woolf, Lytton Strachey, Roger Fry en John Maynard Keynes behoorden.
MacCarthy volgde onderwijs aan Eton College en Trinity College, in Cambridge. In Cambridge leerde hij Lytton Strachey, Bertrand Russell en G.E. Moore kennen. Hij onderhield ook vriendschappen buiten de Bloomsburygroep, onder andere met Logan Pearsall Smith. Hij werd journalist in 1903 en werkte tijdens de Eerste Wereldoorlog enige tijd bij de inlichtingendienst van de Britse marine. Hij ging in 1917 werken bij de New Statesman als toneelrecensent en werd er in 1920 literair redacteur. Hij schreef wekelijks een column onder het pseudoniem The Affable Hawk. In die tijd nam hij Cyril Connolly aan bij het blad. Omstreeks 1928 wilde hij niet langer werken bij de New Statesman en werd hij hoofdredacteur van het literaire tijdschrift Life and Letters. Andere tijdschriften waarvoor hij werkte, zijn New Quarterly en Eye Witness. Hij was tevens literair criticus van de Sunday Times. Een aantal kritieken van zijn hand zijn gebundeld uitgegeven. Hij is tevens de auteur van het korte spookverhaal Pargiton and Harby dat werd herdrukt in de Fourth Fontana Book of Great Ghost Stories.
Hij ligt begraven op de Parish of the Ascension Burial Ground in Cambridge

## Publicaties (selectie)
- The Court Theatre (1907)
- Portraits (1931)
- Drama (1940)
- Theatre (1955)

- Bibsys: 2030825
- Bibliothèque nationale de France: cb12034363r (data)
- CiNii: DA03058696
- Gemeinsame Normdatei: 116626976
- International Standard Name Identifier: 0000 0000 8117 9321
- Library of Congress Control Number: n85301326
- Bibliotheek van het Japanse parlement: 00448327
- Nationale bibliotheek van Australië: 35729385
- Nationale Bibliotheek van Israël: 987007276817705171
- Nederlandse Thesaurus van Auteursnamen: 067601758
- Réseau des bibliothèques de Suisse occidentale: 02-A003542627
- SNAC: w6vx19s9
- Système universitaire de documentation: 028524675
- Trove: 1061159
- Virtual International Authority File: 39393373
- WorldCat: E39PBJktkk3Pyq6F69gm9hQjG3